# Blaufränkisch

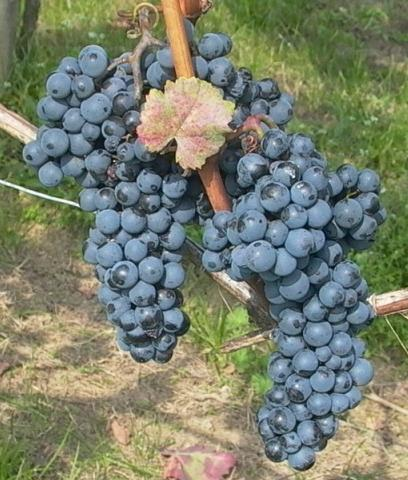

Blaufränkisch på ungerska Kékfrankos och i Tyskland oftast Lemberger är en blå vindruva som främst odlas i Österrike, Ungern och i Tyskland. Druvan sägs ha god potential och skapar viner med smak av mörka bär som körsbär och björnbär med hög syrahalt och mycket tanniner.
Druvan förekommer även i många av länderna i Centraleuropa som i Tjeckien och nordöstra Italien, då även under namn som Lemberger, Limberger eller "Frankovka".